# Lepanthes caprimulgus
Lepanthes caprimulgus är en orkidéart som beskrevs av Carlyle August Luer. Lepanthes caprimulgus ingår i släktet Lepanthes och familjen orkidéer.
Artens utbredningsområde är Peru. Inga underarter finns listade i Catalogue of Life.